# А зорі тут тихі (фільм, 1972)
«...А зорі тут тихі» (рос. «...А зори здесь тихие») — російський радянський двосерійний художній фільм, знятий на кіностудії ім. Горького в 1972 році режисером Станіславом Ростоцьким за однойменною повістю Бориса Васильєва.
Фільм визнаний класикою радянського кінематографа і є одним з найкращих, присвячених темі війни. Картина стала одним з лідерів радянського кінопрокату 1973 року — її подивилося близько 66 мільйонів чоловік.

## Сюжет
Основні події фільму відбуваються в 1942 році під час радянсько-німецької війни, в Карелії.
Біля залізничного роз'їзду в тилу радянських військ розквартировано два відділення взводу зенітників. До коменданта роз'їзду старшині Федота Васкова (колишнього розвідника, ветерана фінської війни), надсилають дівчат-добровольців, багато з яких тільки закінчили школу.
Перебуваючи в самовільній відлучці, одна з бійців взводу — командир відділення Рита Осяніна — виявляє в лісі двох німців-диверсантів. Повернувшись в розташування взводу, вона доповідає про це старшині Васкову, і той приймає рішення зупинити ворожу групу.
Старшина Федот Васков, бійці Женя Комелькова, Рита Осяніна, Ліза Бричкіна, Галя Четвертак і Соня Гурвич виступають на перехоплення диверсантів, можливою метою яких є Кіровська залізниця. Вони влаштовують засідку, але диверсантів виявляться не двоє, а шістнадцять…

## В ролях
- Андрій Мартинов — Федот Євграфович Васьков, старшина, комендант роз'їзду
- Ірина Шевчук — Рита Осянина, молодший сержант, командир відділення
- Ольга Остроумова — Женя Комелькова
- Олена Драпеко — Ліза Бричкина
- Ірина Долганова — Соня Гурвич
- Катерина Маркова — Галя Четвертак
- Людмила Зайцева —  Кир'янова, старший сержант, помкомвзводу
- Олексій Чернов — товариш «Третій», майор
- Алла Мещерякова — Марія Никифорівна, квартирна хазяйка старшини
- Володимир Івашов — мисливець, гість Бричкиних

### Знімальна група
- Автори сценарію: Борис Васильєв, Станіслав Ростоцький
- Режисер: Станіслав Ростоцький
- Оператор: В'ячеслав Шумський
- Художник: Сергій Серебреніков
- Композитор: Кирило Молчанов